# خودروی برقی شارژ در راه

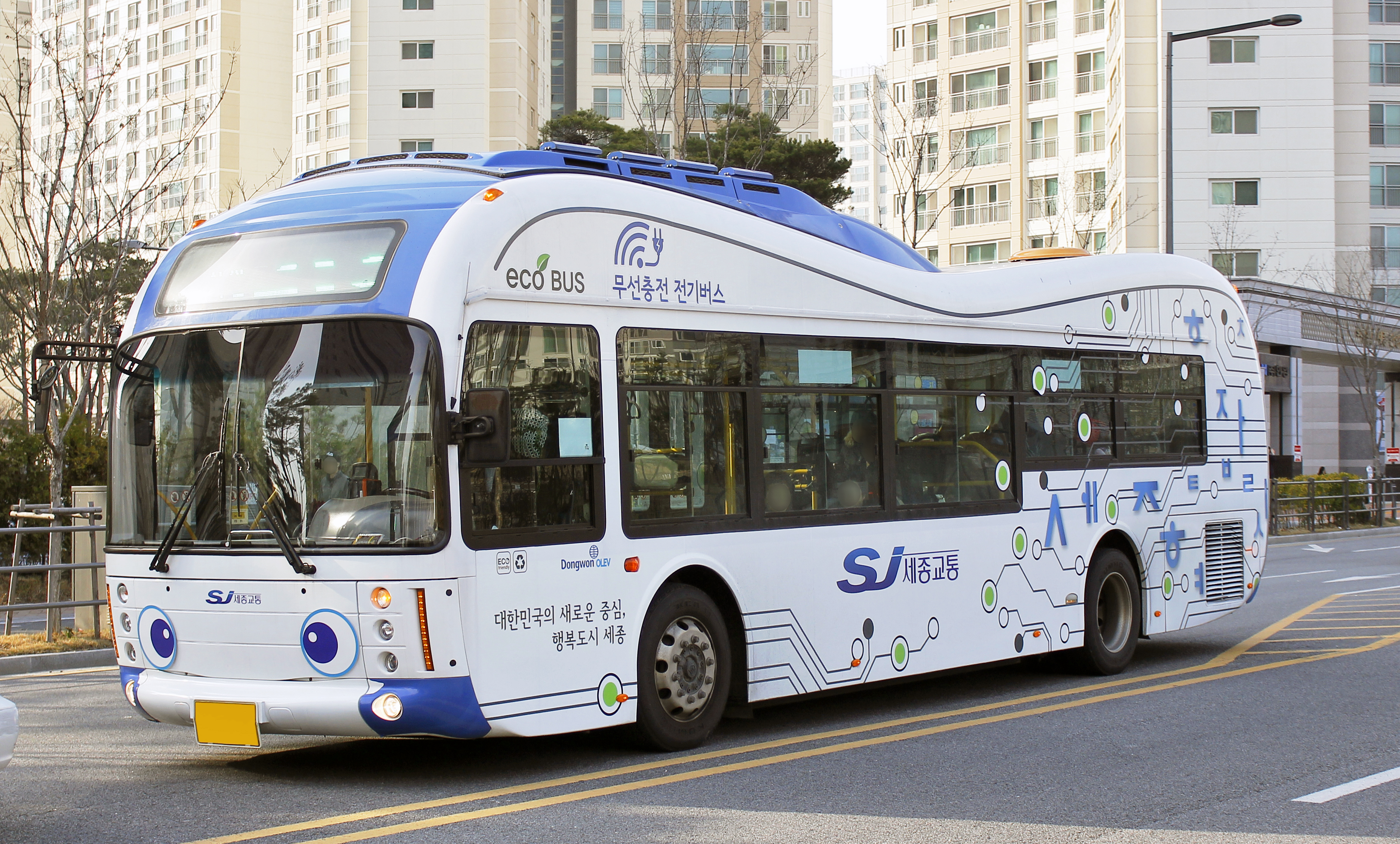
یک اتوبوس شارژ در راه

خودروی برقی شارژ در راه (انگلیسی: Online Electric Vehicle) (که به‌طور مخفف OLEV نیز گفته می‌شود) یک وسیله الکتریکی است که در هنگام حرکت با استفاده از القای الکترومغناطیسی (انتقال بی‌سیم از طریق میدان مغناطیسی) به صورت بی‌سیم شارژ می‌شود. این کار با استفاده از یک جفت «شارژر» که جریان را در ماژول خودرو ایجاد می‌کند، انجام می‌شود.
OLEV اولین سیستم حمل و نقل عمومی است که با استفاده از جاده شارژ می‌شود و برای اولین بار در تاریخ ۹ مارس ۲۰۱۰ توسط مؤسسه کره ای پیشرفته علم و صنعت (KAIST) راه اندازی شد.

## شرح مکانیک
سیستم OLEV به دو قسمت اصلی تقسیم می‌شود: «جاده شارژکننده» و «ماشین شارژشونده».

### جاده شارژکننده
در جاده شارژکننده، هسته‌های فریت باریک W شکل (هسته‌های مغناطیسی مورد استفاده در القاء) ۳۰ سانتی‌متر زیر زمین در یک ساختار استخوان ماهی مانند مدفون می‌شوند. کابل‌های قدرت در اطراف مرکز ساختار استخوان ماهی پیچیده می‌شوند تا «کویل‌های اولیه» ایجاد شوند.
این طرح، میدان‌های مغناطیسی دو طرف را ترکیب می‌کند و میدان‌ها را به گونه ای شکل می‌دهد که القا شدن را به حداکثر می‌رساند. علاوه بر این، کویل‌های اولیه در بخش‌هایی از نقاط مختلف جاده قرار می‌گیرند تا فقط ۵ تا ۱۵ درصد جاده‌ها مورد نیاز باشد.
برای تغذیه سیم پیچ اولیه، کابل‌ها از طریق یک مبدل قدرت به شبکه برق ملی کره جنوبی متصل می‌شوند.

### ماشین شارژشونده
زیر وسیله نقلیه، ماژول‌های «جمع‌آوری» یا کویل‌های ثانویه هستند که از هسته‌های فریت W شکل با سیم ساخته شده در اطراف مرکز تشکیل شده‌اند. هنگامی که یوپی‌اس «شارژ» را از سیم پیچ اولیه «برداشت» می‌کند، هر بار برداشت حدود ۱۷ کیلو وات قدرت از جریان القا شده استخراج می‌کند.